# 周昆 (军事人物)

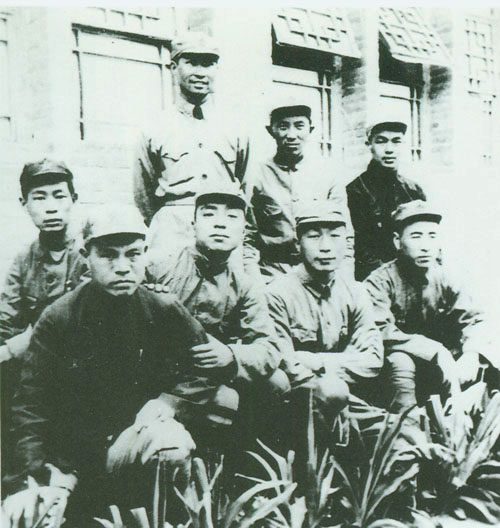
周昆（后排右一）

周昆（1902年—？)，中国湖南省平江人，中国共产党籍政治人物和军事人物，中国工农红军高级将领，1938年后脱离八路军后失踪。

## 生平
周1927年参加秋收起义，随即加入中国共产党。跟随毛泽东上了井冈山。朱毛井冈山会师后，周在红四军任连长，后逐级晋升，1930年任红十二军第一纵队纵队长，后调任红四军第十一师师长。1932年5月28日，接替阵亡的王良任红四军军长。1933年任红一军团第十师、第三师师长，红二十一师师长，红军大学代理校长。1934年9月21日，任新成立的红八军团军团长兼第二十一师师长、第二十三师师长，后升任红一方面军参谋长。10月10日，率红八军团参加长征。长征结束后任中央教导师师长等职。
抗战爆发后，红军改编为八路军，周昆任115师参谋长。1938年1月下旬的时候，国民政府军事委员会在武汉召开全国师以上各级参谋长会议，主要是各战区各集团军参谋长报告抗战所得教训及以后补救意见。八路军方面派出了4名将领参加了这次参谋长会议，即总部参谋长叶剑英、参谋处长彭雪枫、高级参谋边章五、以及第115师参谋长周昆。开完会后，2月初周昆坐火车返回山西前线，在临汾正好碰到了从武汉回来的彭德怀和左权。据《彭德怀全传》记载：

“彭德怀从汉口返八路军总部，途经临汾，值八路军115师参谋长周昆参加国民政府军事委员会召开的参谋长会议回来。在向彭德怀报告会议情况后，周昆发起牢骚来：“我到办事处要几个零用，才给了我两块钱！人家的参谋长坐的是小汽车，住的是小公馆，下的是小馆子。咱们光打鬼子，身上连个小钱也没有！”“胡说！”彭德怀大吼一声，“那是国民党，你是共产党！”“要碰上我，一个铜板也不给你！”周昆还不住嘴：“这次孔祥熙给了3万银洋，叫我带回做慰劳费，说115师保卫了他的家乡，人家可大方！……”“无耻！”彭德怀双眉倒竖，怒不可遏，拍桌痛骂周昆一顿”

周昆顺便从临汾的第二战区领走了115师该月军饷6万元。当时115师作战科长王秉璋后来回忆：1938年3月间“会后，周昆将一个挎包交给警卫员，说：‘这是重要文件，你马上回去交给作战科王科长。’警卫员回来把包交给我，我打开一看，不是什么文件，而是3万元纸币。内有一封短信，周昆在信上说，‘共领取了6万块钱，我带走了3万块，另3万块交警卫员带回，望查收。’周昆携3万元钱潜逃了。”周昆从此消失于历史记载中。115师的参谋长职务长期空缺，师作战科长王秉璋被提拔为师司令部参谋处长行使参谋长职务。直到1940年9月陈士榘正式接任115师参谋长职务。